# Centrala kontrolno-manewrowa

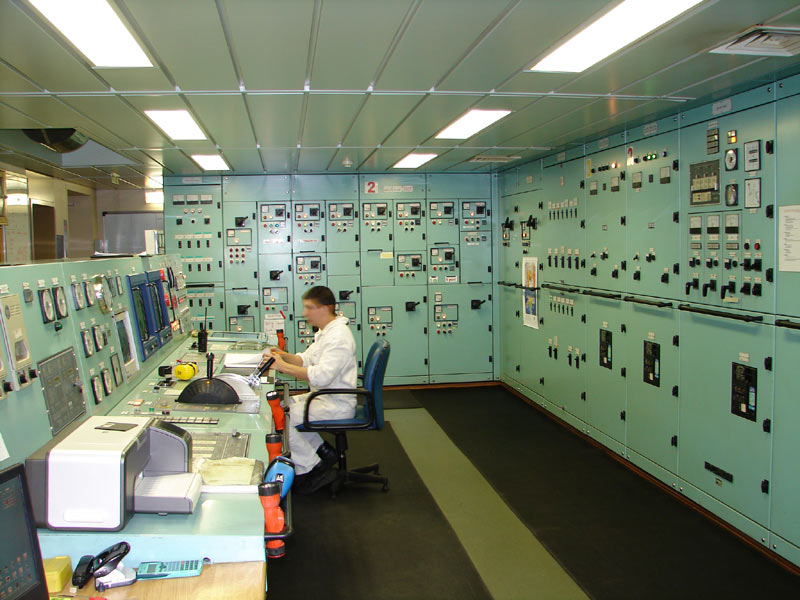
CMK na tankowcu

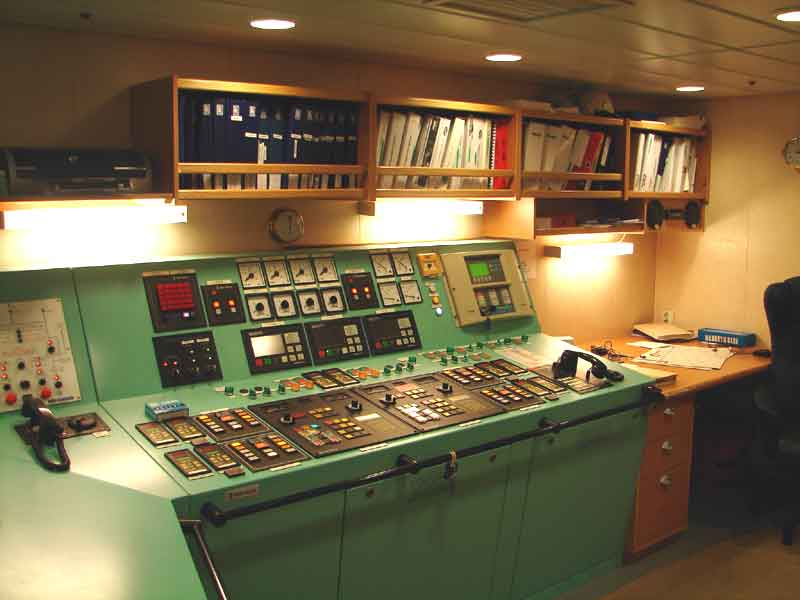
Jeden z pulpitów w CMK

Centrala kontrolno-manewrowa (lub manewrowo-kontrolna), CMK - pomieszczenie na statku, najczęściej w przedziale maszynowni, w którym zgromadzone są instrumenty kontrolne silnika głównego i mechanizmów pomocniczych. Z pomieszczenia tego można też uruchomić większość systemów (pompy, kompresory itp) oraz regulować obroty silnika głównego. Zaletą CMK jest to, że będąc odizolowana od pomieszczenia maszynowni cieplnie i akustycznie zapewnia znacznie lepsze warunki pracy mechanikowi wachtowemu. Dodatkowo, mając wszystkie ważniejsze wskaźniki zgrupowane w jednym miejscu można na bieżąco kontrolować pracę mechanizmów i systemów. W nowoczesnych CMK wszystkie mierzone parametry są wyświetlane na ekranie komputera.
Na statkach małych i średnich, (o ile są wyposażone w CMK) w centrali znajduje się również główna tablica rozdzielcza, pozwalająca kontrolować pracę statkowej elektrowni i rozdział energii elektrycznej.

## Historia
Przed wprowadzeniem osobnego pomieszczenia mechanik wachtowy musiał przebywać w maszynowni, gdzie temperatura może przekraczać 30-40°C, a hałas 100 dBe i wzrokowo kontrolować kilkadziesiąt termometrów i manometrów, rozmieszczonych w różnych punktach.